# جيم ريد (لاعب كرة قدم أسترالية)
جيم ريد (بالإنجليزية: Jim Reid)‏ هو لاعب كرة قدم أسترالية أسترالي، ولد في 1 مايو 1913 في Cue, Western Australia ‏ في أستراليا، وتوفي في 3 سبتمبر 1983.

## وصلات خارجية
- جيم ريد على موقع AustralianFootball.com (الإنجليزية)
- جيم ريد على موقع AFLtables.com (الإنجليزية)